# Новоузенка
Новоу́зенка (каз. Новоузенка) — село у складі Бухар-Жирауського району Карагандинської області Казахстану. Адміністративний центр Новоузенського сільського округу.
Населення — 1711 осіб (2021; 1625 у 2009, 1432 у 1999, 1632 у 1989).
Національний склад станом на 1989 рік:
- росіяни — 41 %;
- німці — 27 %.

Станом на 1989 рік село називалось Нова Узенка.